# ローラ (曲)
「ローラ」（Lola）は、キンクスが1970年に発表した楽曲。グループの代表作の一つ。
ローリング・ストーンの選ぶオールタイム・グレイテスト・ソング500（2021年版）では386位にランクされている。

## 概要
作詞作曲はレイ・デイヴィス。デイヴィスはキンクスのマネージャーのロバート・ワースから聞いた話を元に曲を書いたと述べている。ワースはパリの自分の部屋でトランスジェンダーの人物（見た目は女性）と朝まで踊り明かしたときのことをデイヴィスに伝えた。
デイヴィス 「無精髭は見なかったか？」
ワース 「見たよ。でもしこたま酔っ払ってたからさ。たいして気にならなかったと思う」
ただしグループのドラマーのミック・エイヴォリーは別の説を唱えている。彼はおっかけの一人に誘われ、ドラァグクイーンのショーやトランスセクシャルのクラブに入り浸っていた。やがてデイヴィスも誘われ、店で曲の着想を得た彼はエイヴォリーが酒を飲んでいる間、詞を書いていたという。
レコーディングは1970年4月に始まり5月まで続いた。5月、オーディションでメンバーに加入したばかりのキーボード・プレーヤーのジョン・ゴズリングがピアノをピアノを弾き、それに伴ってボーカルも録音された。ゴズリングはグループ加入後、最初のレコーディングとなった。
翌月、順調にシングルとして発表される予定だったが、歌詞に含まれる「コカコーラ」がプロダクトプレイスメントを禁止するBBCの規定に抵触することが判明。グループはアメリカのツアー中であったが、6月3日、デイヴィスは「コカコーラ」を「チェリーコーラ」に差し替えるだけのためにニューヨークから6000マイル離れたロンドンに戻り、スタジオに入った。
シングルは6月12日、本国で発表された。B面はアルバム『ヴィレッジ・グリーン・プリザヴェイション・ソサエティ』のアウトテイクの「Berkeley Mews」であった。なお米国盤のB面は「Mindless Child of Motherhood」が使われた。
同年11月27日発売の8枚目のアルバム『ローラ対パワーマン、マネーゴーラウンド組第一回戦』に収録。アルバムには「コカコーラ」と歌われるバージョンが収録された。
各国のチャートは以下のとおり。イギリス2位、アメリカ9位、カナダ2位、オーストラリア6位、ニュージーランド1位、アイルランド1位、西ドイツ2位、オランダ1位、ベルギー3位、オーストリア2位、スイス4位、南アフリカ1位。

## 別バージョン
- シングル・バージョンは、『ローラ対パワーマン、マネーゴーラウンド組第一回戦』のリマスター盤（1998年、2004年）にボーナストラックとして収録された[10]。

- ライブ・バージョンは、アルバム『この世はすべてショー・ビジネス』（1972年）、1980年7月発表のシングル、ライブ・アルバム『トゥ・ザ・ボーン』（1994年）の米国盤などこれまでに3種類のバージョンがある。

- 1971年にサウンドトラック・アルバムとして発売された『パーシー』にインストゥルメンタル・バージョンが収録されている[11]。

- 2014年に発売された2枚組のレガシー・エディションにオルタネイト・バージョンが収録された[12][13]。

## 演奏者
- レイ・デイヴィス - ボーカル、アコースティック・ギター、ドブロ・ギター
- デイヴ・デイヴィス - エレクトリック・ギター、バッキング・ボーカル
- ジョン・ダルトン - ベース
- ミック・エイヴォリー - ドラムス
- ジョン・ゴズリング - ピアノ
- ケン・ジョーンズ - マラカス